# Dactylolabis (Dactylolabis) retrograda
Dactylolabis (Dactylolabis) retrograda is een tweevleugelige uit de familie steltmuggen (Limoniidae). De soort komt voor in het Palearctisch gebied.